# ApacheBench
ApacheBench 是一個指令列程式，專門用來執行網站伺服器的運行效能，特別是針對Apache 網站伺服器。這原本是用來檢測 Apache 網站伺服器能夠提供的效能，特別是可以看出Apache能提供每秒能送出多少網頁。
ApacheBench( ab )工具程式是標準 Apache 網站伺服器發佈的一部份，跟 Apache 網站伺服器一樣，也是免費軟體，並可以用 Apache许可证 的規範下散佈此軟體。

## 偵測 ApacheBench
ApacheBench 所使用的 User Agent 字串如下：
ApacheBench/MAJV.MINV
其中 MAJV and MINV 分別代表此程式的主要版本編號與次要版本編號，它通常沒有被網站紀錄分析軟體正確的分類，例如說：Webalizer或AWStats，所以若你執行 ApacheBench 可能會影響到你原本分析流量紀錄的報表。

## 相關連結
- Apache HTTPD official website（页面存档备份，存于）
- Manual page for the 'ab' tool（页面存档备份，存于）